# Quarry Cemetery
Le Quarry Cemetery  (Cimetière militaire  de la carrière (Montauban)) est un cimetière militaire de la Première Guerre mondiale, situé sur le territoire de la commune de Montauban-de-Picardie, dans le département de la Somme, au nord-est d'Amiens.

## Localisation
Ce cimetière est situé au nord du village, sur le chemin vicinal prolongeant la Rue des Brasseurs à 500 m  des dernières habitations.

## Histoire

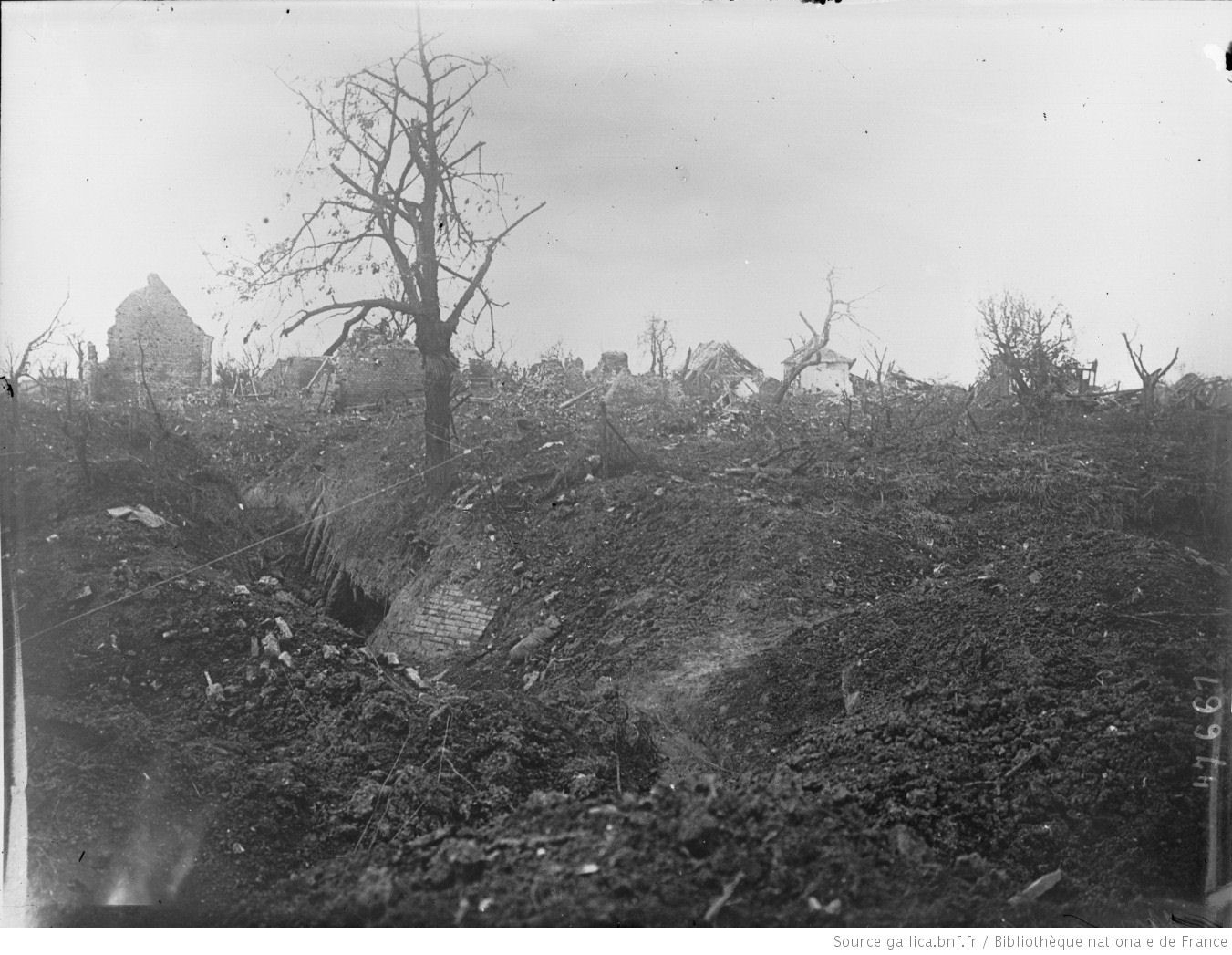
Ruines du village de Montauban-de-Picardie à l'issue de la guerre 14-18.

Le village de Montauban-de-Picardie est pris par les 30è et 18è Divisions le 1er juillet 1916 et reste aux mains des troupes du Commonwealth jusqu'à la fin mars 1918 date à laquelle il repassera aux mains des Allemands. Il sera repris le 25 août 1918 par les 7è Buffs et le 1è Royal Fusiliers de la 18è Division.

Ce cimetière été commencé (à un poste de secours avancé) en juillet 1916 et utilisé jusqu'en février 1917. Les Allemands ont enterré quelques-uns de leurs morts dans la parcelle en avril et mai 1918. Après l'armistice, il se composait de 152 tombes. Il a ensuite été augmenté lorsque des tombes (presque toutes de juillet-décembre 1916) ont été apportées des champs de bataille entourant Montauban et de petits cimetières provisoires des environs.

Le cimetière Quarry comporte maintenant 740 sépultures et commémorations du Commonwealth de la Première Guerre mondiale parmi lesquelles 157  ne sont pas identifiées. Il existe un mémorial spécial pour sept victimes connues ou supposées être enterrées parmi elles. D'autres mémoriaux  commémorent 19 soldats enterrés dans le cimetière écossais. Le cimetière contient également 16 sépultures de guerre d'autres nationalités.

## Caractéristique
Le cimetière a été conçu par Sir Herbert Baker.

Ce cimetière doit son nom  a une carrière de calcaire qui se trouvait à proximité. Les nombreuses pierres de silex ont été utilisées pour édifier le mur qui entoure entièrement ce cimetière.

## Galerie

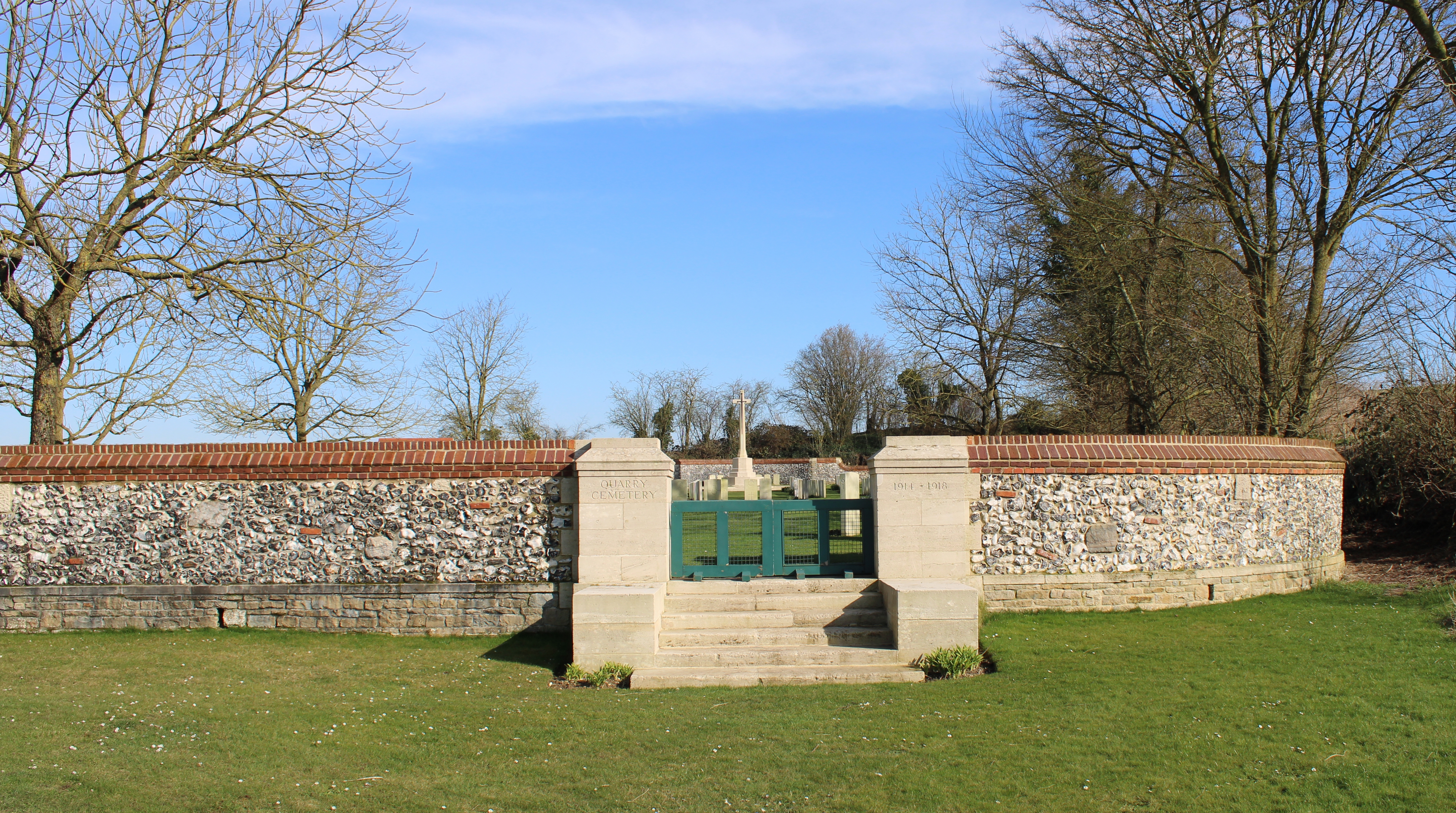
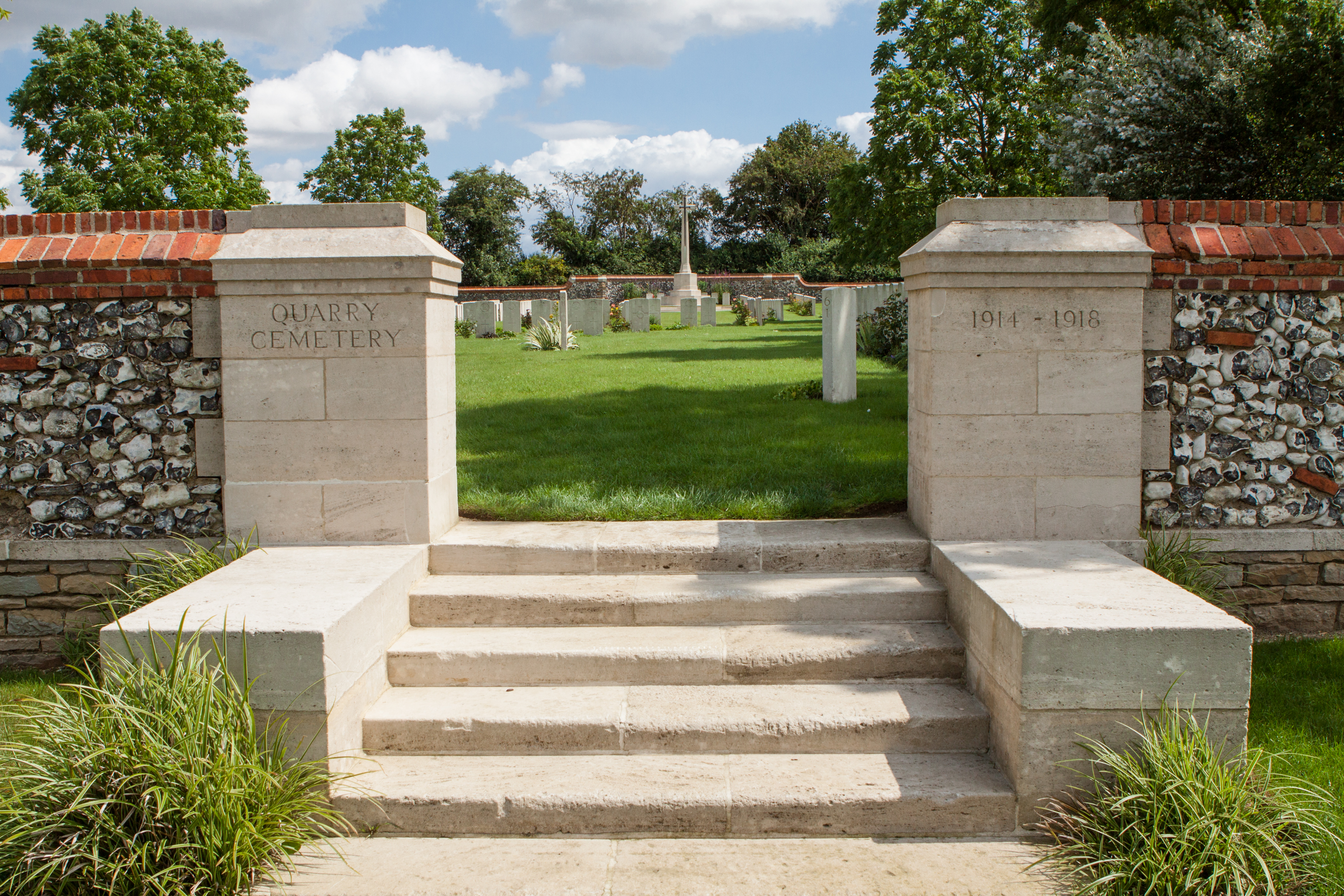
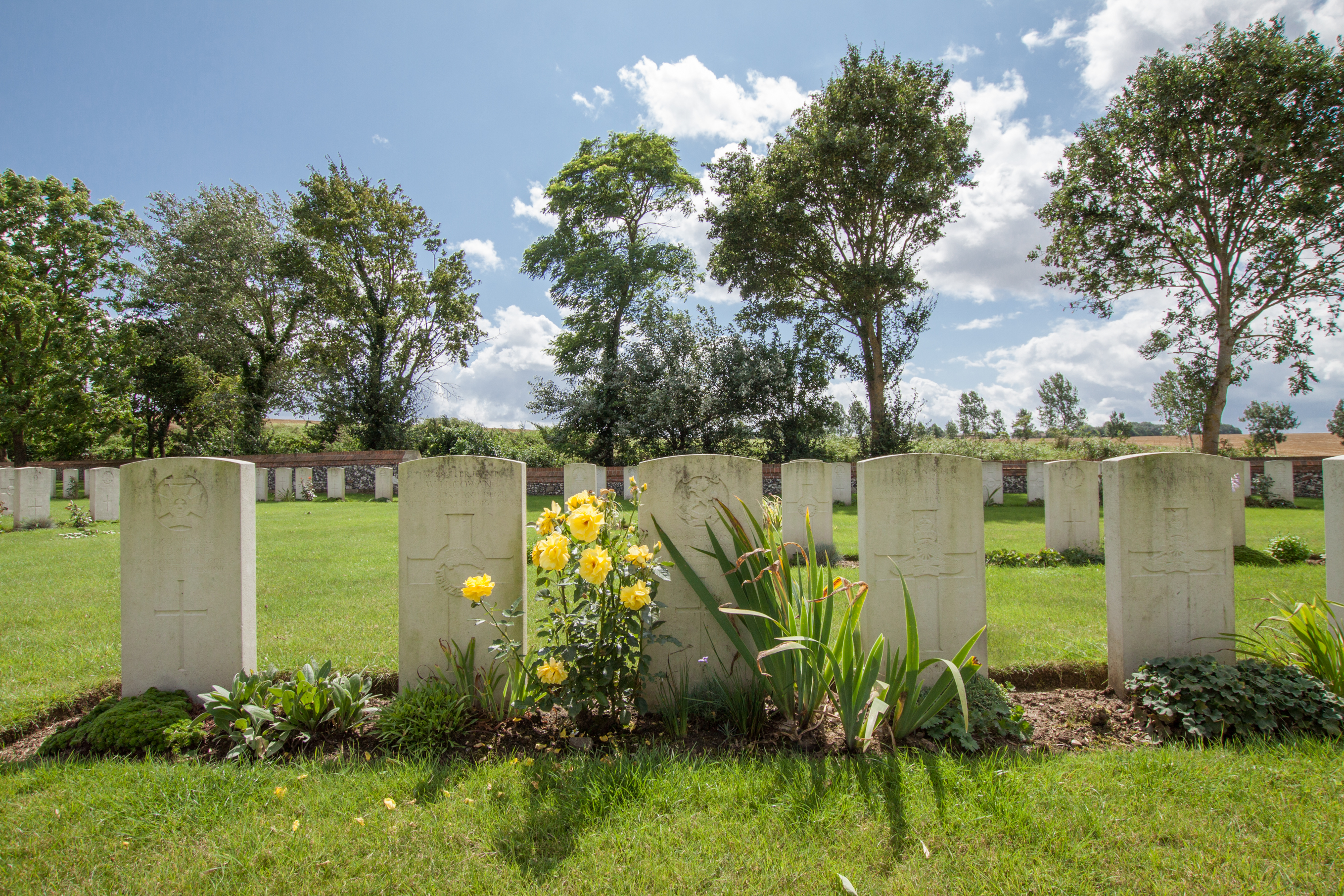
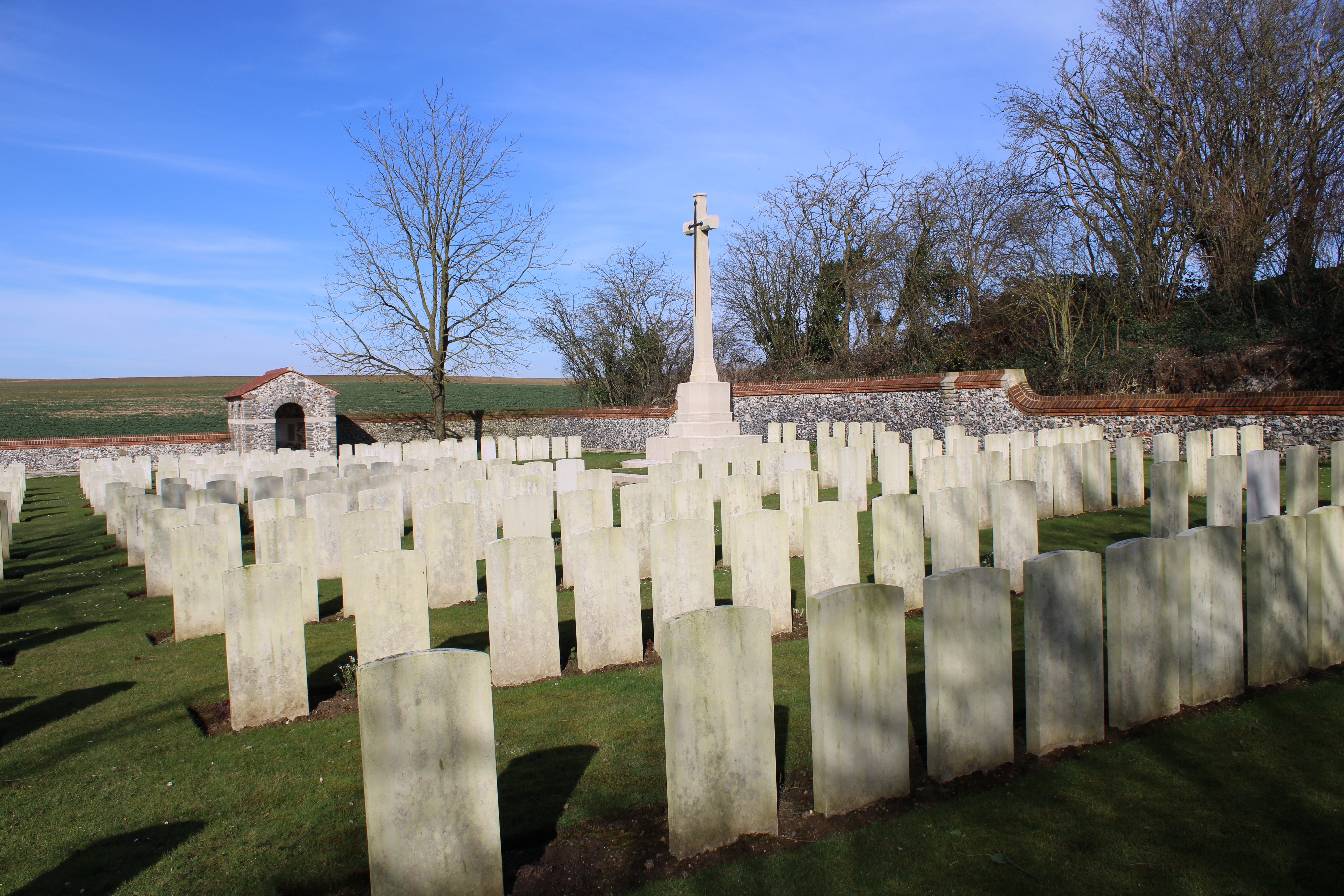
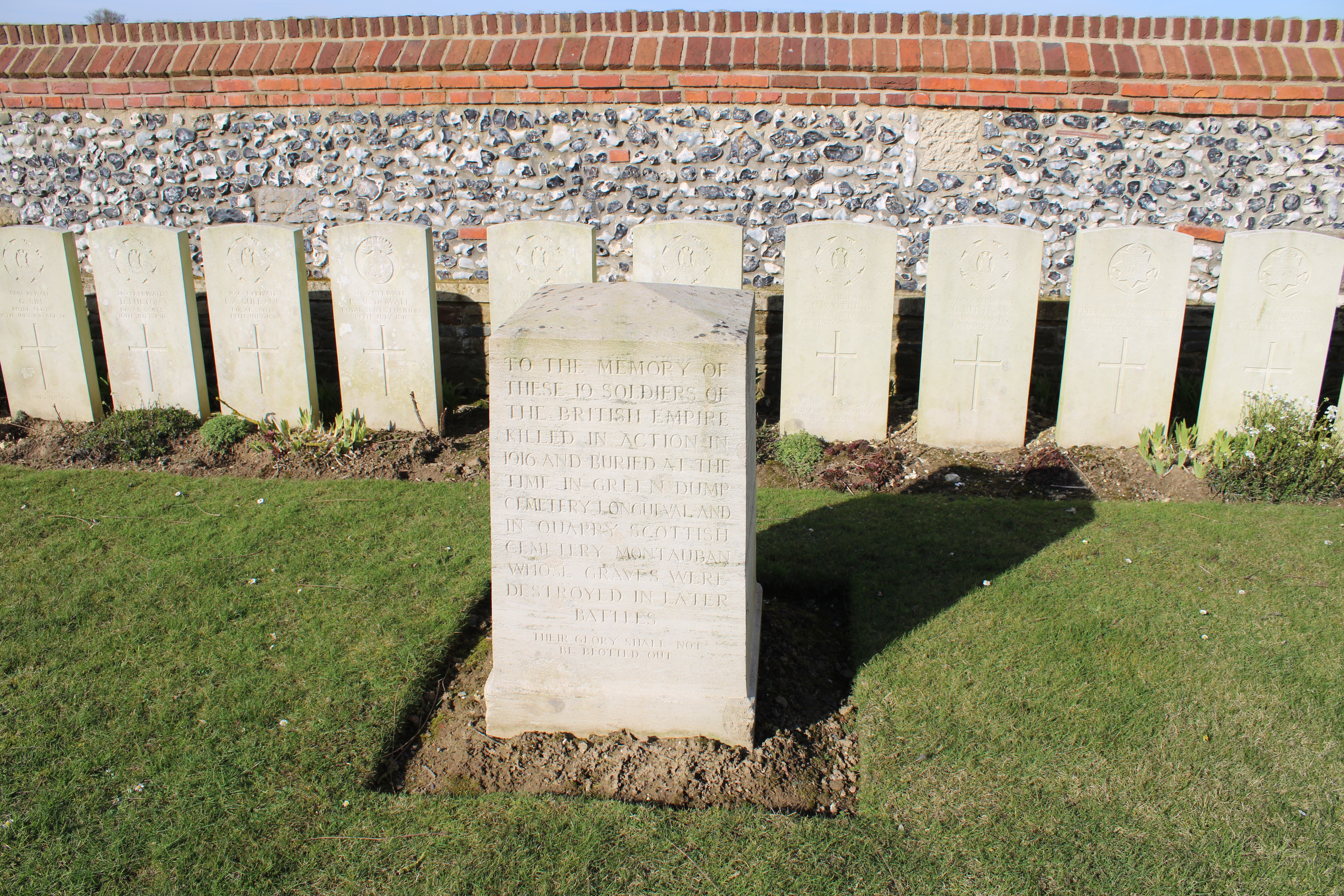
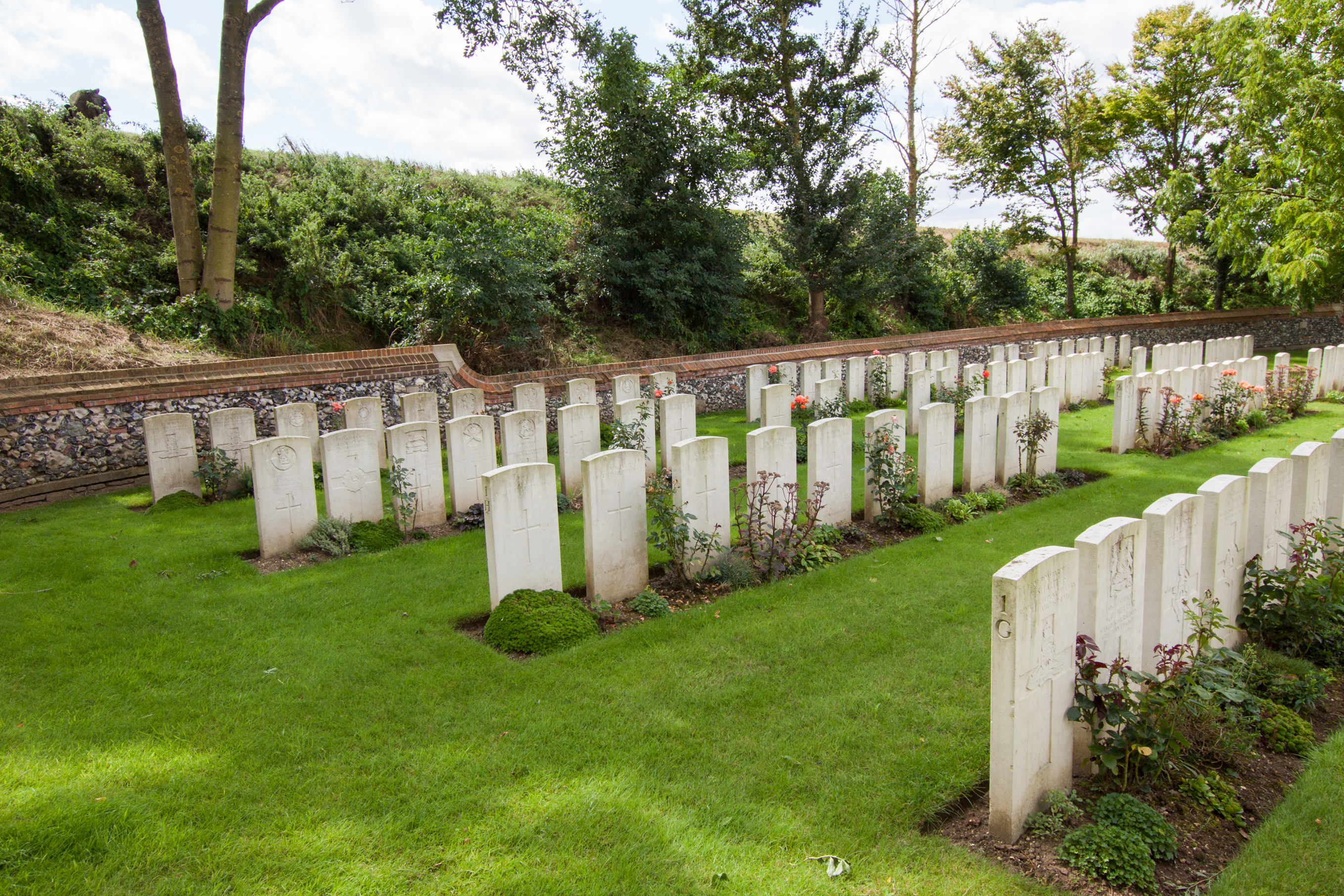
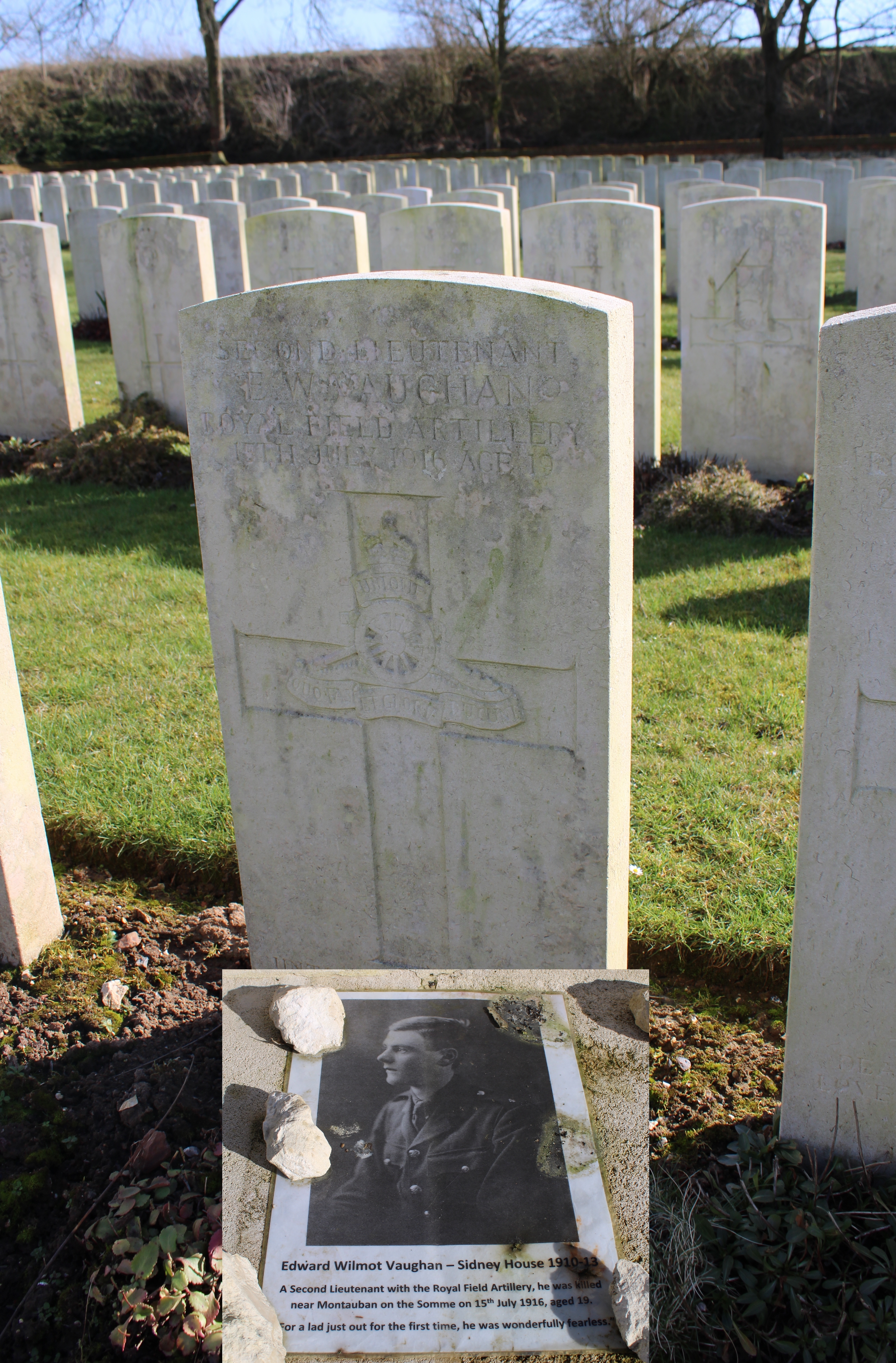

### Sépultures
| Pays           | Sépultures |
| -------------- | ---------- |
| Royaume-Uni    | 672        |
| Australie      | 25         |
| Afrique du Sud | 38         |
| Canada         | 5          |
| Total          | 740        |